# Сікожин (Равицький повіт)
Сікожин (пол. Sikorzyn, нім. Wiesenbach) — село в Польщі, у гміні Равич Равицького повіту Великопольського воєводства.
Населення — 43 особи (2011).
У 1975-1998 роках село належало до Лешненського воєводства.

## Демографія
Демографічна структура станом на 31 березня 2011 року:
|          | Загалом | Допрацездатний вік | Працездатний вік | Постпрацездатний вік |
| -------- | ------- | ------------------ | ---------------- | -------------------- |
| Чоловіки | 23      | 6                  | 15               | 2                    |
| Жінки    | 20      | 4                  | 12               | 4                    |
| Разом    | 43      | 10                 | 27               | 6                    |